# Tinea chloroceros
Tinea chloroceros är en fjärilsart som beskrevs av Edward Meyrick 1919. Tinea chloroceros ingår i släktet Tinea och familjen äkta malar.
Artens utbredningsområde är Ecuador. Inga underarter finns listade i Catalogue of Life.